# Candide (Bernstein)
Candide je opereta (muzikál i komická opera) hudebního skladatele Leonarda Bernsteina (25. 8. 1918 – 14. 10. 1990). Původní verze operety je z roku 1956, poslední, revidovaná a obnovená verze (final reviset version) vznikla až roku 1989.

## Historie vzniku
Kdyby existovala nějaká cena pro „nejusilovněji přepracovávané představení v divadelní historii", byla by nepochybně udělena Candidovi.

### Původní verze
V původní verzi měla Candide dvě jednání. Libreto vytvořila americká spisovatelka Lillian Hellman. Vokálními texty přispěli Richard Wilbur, John Latouche a Dorothy Parker. Premiéra se uskutečnila 1. prosince 1956 v divadle Martina Becka v New York City. Opereta se ukázala jako obrovský propadák, přestože byla v roce 1957 nominována na pět cen Tony Awards. Stažena z probramu byla již po 73 reprizách. Neúspěch však nebyl způsoben Bernsteinovou hudbou, ale spíše libretem Lilliany Hellman, které v žádném případě neodpovídalo Voltairově satirické předloze.

### Nová verze (chelseaská)
Aby byla skladba pro jeviště zachráněna, přepracovali ji o sedmnáct let později do muzikálu. Úpravy provedli Hershy Kay, který již asistoval skladateli při orchestraci původní verze, Hugh Wheeler (zcela nové libreto) a Stephen Sondheim (přidal další písňové texty). Tato verze je však oproti originálu zkrácená (zejména ve druhé polovině) a má pouze jedno jednání. Hershy Kay převzal hudbu k této muzikálové verzi z původní operety z roku 1956.téměř beze změn. Novou verzi nastudovalo Chelsea Theater Center (11.12.1973, Brooklyn Academy of Music). Tato inscenace se o tři měsíce později, 10.3.1974, přestěhovala do mahattanského Broadway Theatre v New Yorku a měla 740 repríz. Tato verze, takzvaná „chelseaská", je nejstarší podobou Candida dostupnou pro scénické uvedení. V roce 1974 získala také cenu Tony Award za nejlepší muzikálové libreto, nejlepší kostým, nejlepší výpravu a nejlepší muzikálovou režii a také pět cen Drama Desk Awards .

### Opera House Version
Mohla to být konečná verze, ale Bernstein spokojen nebyl. Orchestr byl z praktických důvodů zredukován na 13 nástrojů, spousta hudebního materiálu, na němž Bernsteinovi záleželo, byla vyřazena. Skladatel však potřeboval verzi, která by zachovala Wheelerovo pojetí, ale přitom obnovila i část původní hudby. K tomu došlo o osm let později,13. října 1982 v New York City Opera (stala se známou pod názvem Opera House Version). V celovečerní podobě hry o dvou dějstvích se přičiněním Johna Mauceriho a pod Bernsteinovým přímým dohledem objevila značná část hudebního materiálu vypuštěného v roce 1973. Hugh Wheeler připsal některé nové výstupy, vzniklé úpravou Voltairova původního textu. Peter G. Davis napsal v New York Times 25. 10. 1982:
Je to pravděpodobně Bernsteinovo největší, nejduchaplnější, nejvíc propracované divadelní dílo, prokazující plně rozsah jeho nadání: jednoduché písničky, složité ansámbly, šaškovské operní melodie, coplandovské sborové finále, jehož krása bere dech, důmyslná a rytmicky rozmanitá taneční čísla a neodolatelné melodie...,

### Upravená verze (skotská)
V roce 1988 vytvořil Bernstein s Johnem Wellsem revidovanou verzi, jejíž děj do značné míry sleduje Voltairovu předlohu. Libreto Hugha Whealera bylo podrobeno dalším úpravám. Opět byly převzaty všechny kusy z původní verze, ale zejména koncovka byla oproti verzi z roku 1973 rozšířena a jednotlivé kusy byly oproti původní verzi změněny. Hra měla opět dvě jednání. Tato verze byla nejprve uvedena 17.5.1988 ve Skotské opeře v Glasgow a to pod Bernsteinovou taktovkou, Další ztvárnění, které uvedl Jonathan Miller v divadle Old Vic v Londýně 1.12.1988 mělo 34 repríz.

### Finální verze
Následovalo vlastní autorské přehodnocení Candida. Bernstein při tom vyšel z verze uvedené ve Skotské opeře, do které vrátil mimo jiné čtyřiadvacet původních taktů v „Auto-da-fé", zamíchal pořadím scén ve druhém dějství a kompletně dotáhl orchestraci. Změnil mimo jiné i závěry některých čísel. Tuto revidovanou a obnovenou verzi uvedl Bernstein koncertně 12. a 13. prosince 1989.v londýnském Barbican Center s London Symphony Orchestra and Chorus.

## Literární předloha
Literární předlohou byla satirická povídka Candide, aneb Optimismus (francouzsky Candide, ou L`Optimisme) francouzského osvícenského filosofa Voltaira, poprvé vydaná roku 1759. Je mimo jiné satirickou reakcí na v tehdejší době nesmírně populární optimistickou filozofii Gottfrieda Wilhelma Leibnize (1646–1716) o tom, že „žijeme v nejlepším ze všech možných světů".
Hlavní postava příběhu, naivní mladík Candide (jméno znamená „neposkvrněný, poctivý), vyrůstá na zámku svého strýce barona Thunder-ten-tronckha ve Vestfálsku, kde je vychováván filozofem a učencem Panglosem (Panglos znamená „učený pedant"), zaníceným zastáncem optimistické filozofie, že žijeme v tom nejlepším ze všech možných světů a že vše, co se děje, je nevyhnutelné. Když se však Candide zamiluje do baronovy dcery, je ze zámku vyhnán, a tím začíná jeho dlouhá cesta napříč zeměkoulí. Z německého Vestfálska putuje mnoha krajinami, zažije plavbu po moři i ztroskotání, bloudění v jihoamerickém pralese... Všude, kde se ocitne, se setkává s nejrůznějšími formami zla, způsobeného jedincem, společností i přírodou. Ale posléze také pochopí, že všechno je jinak a že svůj osud má každý plně ve svých rukou.

## Libreto
Libreto je založené na stejnojmenné novele Voltaira. Opereta byla poprvé uvedena v roce 1956 na libreto Lillian Hellman, ale od roku 1974 je obecně uváděna s libretem Hugha Wheelera., které je věrnější Voltairově novele. Primárním textařem byl básník Richard Wilbur. Dalšími přispěvateli do textu byli John Latouche, Dorothy Parker, Lillian Hellman, Stephen Sondheim, John Mauceri, John Wells a sám Bernstein.
Na počátku koncipovala Lillian Hellman Candide jako hru se scénickou hudbou ve stylu jejího předchozího díla The Lark. Bernstein byl tímto nápadem nadšen, ale přesvědčil ji, aby to napsala jako „komickou operetu“; tak vzniklo původní libreto. Na něm pracovalo mnoho textařů: nejprve James Agee (jehož dílo nakonec nebylo použito), poté Dorothy Parker, John Latouche a Richard Wilbur. Kromě toho text ke „I Am Easily Assimilated“(Já se snadno přizpůsobím) vytvořili Leonard a Felicia Bernstein a Hellman napsala slova k‚„Eldorado“ (Seznámení s Eldorádem). Hershy Kay řídil vše kromě předehry, kterou Bernstein udělal sám.
Na pozdějších verzích a úpravách textů pracovali ještě další libretisté, zejména Hugh Wheeler a Stephen Sondheim.

## Osoby a hlasová poloha
- Candide - tenor
- Cunegunde - soprán
- Pangloss - baryton nebo tenor
- Maximilian, kapitán - baryton
- Guvernér, Vanderdendur, Ragotski - tenor
- Stará dáma - mezzosoprán
- Paquette - soprán
- Alchymista, sultán Achmet, ničema - tenor
- Obchodník s kosmetikou, inkvizitor I, Charves Edward - tenor
- Felčar, inkvizitor II, Krupiér - bas
- Medvědář, inkvizitor !!!, car Ivan - bas
- Překupník starého železa, Herman Augustus - baryton

## Děj

### Místo a čas
Místa konání jsou Vestfálsko, Lisabon, Paříž, Španělsko, Cartagena (Kolumbie), Montevideo, jihoamerická džungle, fiktivní země Eldorado, Konstantinopol a opuštěný ostrov v době Voltaira, tedy kolem poloviny 18. století.

### První dějství
Mladý Candide vyrůstá jako nelegitimní synovec barona von Thunder-Ten-Tronckh na jeho zámku ve Vestfálsku společně s baronovými dětmi, krásnou Cunegondou a velmi marnivým Maximilianem. Život na zámku Thunder-Ten-Tronckh je idylický. Maximilian, Cunegonde, Candide i služka Paquetta jsou šťastni a přesvědčeni, že jejich život je naprosto dokonalý. Není divu, jejich vychovatelem je německý učenec Dr. Pangloss, zanícený zastánce Leibnitzovy filozofie optimizmu. Svým žákům vštěpuje myšlenku, že žijí v tom nejlepším ze všech možných světů a že nic na světě nemůže být uspořádáno jinak s lépe, než tomu je. Candide je zamilovaný do Cunegondy. Zatímco ale Candide sní o životě na malém hospodářství, Cunegonde touží po přepychu a společenských radovánkách. Baron s baronkou nemají pro lásku Candida pochopení a vyženou jej ze zámku. Candide ale neztrácí optimismus – přece jej Dr. Pangloss učil, že utrpení jednotlivce vytváří štěstí celku.
Je naverbován do bulharského vojska a za pokus o dezerci je bičován. Bulhaři vyhlásí válku Abarům a za bojiště si zvolí Vestfálsko. V bitvě zahynou Dr. Pangloss, Maximilian, Paquette i Cunegonde.
Zoufalý Candide oplakává svou lásku, když potkává zázračně oživlého Dr. Panglosse, nakaženého Paquettou syfilitidou. Oba se vydávají na cestu do Lisabonu. Nezvolili si ale k návštěvě vhodnou chvíli – výbuch tamní sopky usmrtí tisíce lidí. Představitelé města označí za viníky cizince, kteří přišli do jejich města a Candide i Dr. Pangloss jsou odsouzeni inkvizitory k mučení a popravě. Zatímco Candide je opět bičován, Pangloss umírá na šibenici. Candide přemítá, co je příčinou všeho toho utrpení kolem a dochází k závěru, že to musí být všechno jeho vina.
Vydává se na cestu do Paříže. Potká Starou dámu, která je služkou Dona Isachara, jehož milenkou je Cunegonde. Don Isachar se ale musí o Cunegondu dělit s pařížským Arcibislupem. Cunegonde díky přepychu, kterým ji zahrnují, oba nápadníky neodmítá.
Tak se s ní shledá Candide,překvapen, že je živa. Vyruší je ale příchod Dona Isachara a posléze i Arcibiskupa, které oba Candide, díky svému vojenskému výcviku, přes dobrotu svého srdce probodne. Candide, Cunegonde i Stará dáma musejí prchat. Cestou se přou, kdo z nich prožil větší hrůzy, ale Candide s Cunegondou musejí uznat, že na životní příběh Staré dámy nestačí. Jak ale Stará dáma tvrdí, všemu se dá přizpůsobit. Cestou jsou okradeni a tak Stará dáma jim svým zpěvem vydělá na večeři. Candide ve strachu z pronásledování se nechá najmout do jezuitské služby v Jižní Americe a všichni se nalodí na cestu do Nového světa. Doufají, že tam konečně najdou štěstí a spravedlnost.

### Druhé dějství
Připlouvají do Buenos Aires, kde je vítá guvernér města. Zcela okouzlen krásou Cunegondy na ni naléhá, ale ta se podvolí pouze, pokud dojde ke svatbě. Guvernér, aby se zbavil Candida, pošle jej do jihoamerických pralesů. Cunegonde a Stará dáma zůstávají u guvernéra obklopeny bohatstvím. Candide se vrací právě v okamžiku, aby zachránil Cunegondu a Starou dámu od divokých násilníků. Do toho přichází průvod jezuitských kajícníků, jejichž představený a představená není nikdo jiný než zázrakem oživlí opat Maximilian a abatyše Pquette. Po dojemném shledání a vyjevení Candidova přání oženit se s Cunegondou, dojde mezi Maximilianem a Candidem k prudké hádce a Candide svého bratrance probodne. Opět se musí skrýt v jihoamerických pralesích.
V zahálce a přepychu paláce Cunegonde marně připomíná guvernérovi slib manželství.
Candide se po strastiplné pouti pralesem dostává do Eldoráda, kde sice konečně nachází mír, radost a blahobyt, ale touží po Cunegonde. Nemůže se ale vrátit do Buenos Aires, kde mu hrozí trest za spáchané vraždy. Potkává profesionálního pesimistu, který je pravým opakem dr. Panglosse. S ním se vydává na cestu do Benátek. Od obchodníka s otroky kupuje loď a cestou se téměř utopí. Zachrání se na voru, který náhodou pluje kolem. Seznámí se na něm s pěticí sesazených králů, kteří ztroskotání chápou jako trest za své dosavadní skutky.
Vor s trosečníky dopluje do Benátek právě v době karnevalu. Paquette je tu královnou místních prostitutek, Cunegonde a Stará dáma pracují v kasinu. Maxililian, opět zázračně oživlý, se stal místním zkorumpovaným policejním prefektem. Zoufalý a opuštěný Candide se pomalu vzdává naděje, že by kdy nalezl svou milovanou Cunegondu. Na maškarním bálu důvěřivě naslouchá osobním životním tragédiím a rozdá své poslední peníze. Je zdrcen, když dvanáctá hodina odhalí tvář Cunegondy: andělská tvář – a tak falešná duše chtivá jenom zlata!
Candide dlouhou dobu nepromluví, Cunegonde je ošklivá, ale o to panovačnější. Pojednou nutí Candida ke sňatku, aby dostál svým slibům. Candide, slušně vychovaný, si ji sice nechce vzít, ale když se dozví, že Baron by byl stejně proti, natruc si ji vezme. Všichni žijí mrzutý život u hradeb Cařihradu. Candide chodí ke zpovědi, ale to mu nepomáhá. Cestou potká Turka skloněného nad svým hospodářstvím, které mu připomene krásy Eldoráda. Když lituje hospodáře, že se tolik nadře, ten se narovná a prostě odpoví:– Práce ode mne odvrací tři velká zla: nudu, neřest a nouzi.

## Hudební čísla

### 1. jednání
1. Overture / Předehra
2. Vestphalia Chorale / Vestfálský chorál (Chorus / sbor)
3. Life is Happiness Indeed / Život je vskutku šťastný (Candide)
4. Life is Absolute Perfection / Život je dokonalost sama (Candide, Cunegonde, Paquette, Maximilian)
5. The Best Of All Possible Worlds / Nejlepší ze všech možných světů (Pangloss, Cunegonde, Paquette, Candide, Maximilian)
6. Universal Good / Vše objímající dobro (Cunegonde, Paquette, Maximilian)
7. Oh, Happy We / Ach, my šťastlivci (Duet: Cunegonde & Candide)
8. It Must Be So / Tak to musí být (Candide's First Meditation / Candidovo první přemítání)
9. Westphalia / Vestfálsko (Chorus / sbor)
10. Battle Music / Bojová hudba (Instrumental / orchestrální)
11. Candide's Lament / Candidův nářek (Candide)
12. Dear Boy / Milý hochu (Pangloss, Chorus / sbor)
13. Auto-da-la-fé (Candide, Pangloss & Chorus, Beer-keeper, Cosmetic Marchant, Doctor, Junkman, Alchemist, Iquisitors / sbor, Medvědář, Obchodník s kosmetiku, Felčar, Překupník starého železa, Alchymista, Inkvizitor)
14. Candide, Begins His Travels - It Must Be Me / Candide se vydává na cesty - To musí být má vina (Candide's Second Meditation / Candidovo druhé přemítání)
15. The Paris Watz / Pařížský valčík (Instrumental / Orchestrální)
16. Glitter and Be Gav / Jiskřit a být veselá (Aria / Árie: Cunegonde)
17. You Ware Dead, You Know / Tys přece byla mrtvá (Duet: Candide & Cunegonde)
18. I Am Easily Assimilated / Já se snadno přizpůsobím (The Old Lady / Stará dáma, Cunegonde, Chorus / sbor)
19. Quartet Finale / Závěrečný kvartet (Candide, Cunegonde, The Old Lady / Stará dáma. Captain / Kapitán, Chorus / sbor)[10]

### 2. jednání
20. Universal Good / Všeobjímající dobro (Cunegonde, Paquette, Candide, Maximilian)
21. My Love / Má lásko (Governor's Serenade / Guvernérova serenáda) (Governor &
Cunegonde)
22. We Are Women (Polka) / Jsme ženy (Polka) (Cunegonde & The Old Lady / Stará dáma)
23. The Pilgrims's Procession / Průvod poutníků (Maximilian, Paquette, Candide, Chorus)
24. Quiet! / Ticho! The Old Lady / Stará dáma, Cunegonde, Guvernor / Guvernér
25. Introduction to Eldorado / Seznámení s Eldorádem (Instrumental / orchestrální)
26. The Ballad of Eldorado / Balada o Eldoradu (Candide, Chorus / sbor)
27. Words, Words, Words / Slova, slova, slova (Martin→Pangloss)
28. Bon Voyage (Vanderdendur, Chorus / sbor)
29. The Kings' Barcarolle / Královská barkarola (Charles Edward, Candide, Hermann Augustus,
Pangloss, Sultan Ahmet, Tsar Ivan / Car Ivan, Stanislaus
30. Money, Money,, Money, (Venice Gambling Scene) / Peníze, peníze, peníze (Hráčský výjev v
Benátkách) (Croupier, Chorus / Krupiér, sbor)
31. What's the Use / K čemu to (The Old Lady,/ Stará dáma, Ragotski, Maximilian, Crook and
Chorus / Ničema a sbor)
32. The Venice Gavotte / Benátská gavota (Candide, Cunegonde,Pangloss,The Old Lady /
Stará dáma)
33. Nothing More Than This / Nic víc než tohle (Candide)
34. Universal Good (Life is Neither) / Všeobjímající dobro (O to v životě nekráčí) (Chorus / sbor)
35. Make Our Garden Grow / Ať naše zahrádka vzkvétá (Entire Company / Všichni)

## Hudba a orchestrace
Bernstein použil pro Candide prvky z evropské hudební tradice: Bojovná hudba v prvním dějství je mazurka, k tomu dva valčíky The Paris Waltz („Pařížský valčík") a What's the Use?, („Jaké je použití?"), flamenco Am Easily Assimilated, The Venice Gavotte („Benátská gavota") a Barkarola králů. Na mnoha místech zní hudba velmi operně. Ne nadarmo se dílo někdy označuje jako „komická opera“. Vztah k opeře je nejvýraznější v Kunigundině písni Glitter And Be Gay („Kolem mě se třpytí zlato"), která zazní již v předehře a je to přísně vzato árie pro koloraturní soprán. I ostatní hlavní role jsou rovněž tak hudebně náročné, že je mohou obsadit jen vyškolení operní pěvci.
Nejznámější hudební skladbou z celého díla je koncertní verze předehry. Mnoho symfonických orchestrů ji zařazuje do svého repertoáru. Často je proto slyšet v koncertních síních i v rozhlasu.
K hudebním vrcholům dále patří:
- The Best Of All Possible Worlds / „Nejlepší ze všech možných světů" (Quintett Pangloss, Kunigunde, Candide, Paquette a Maximilian)

- Oh Happy We / „Ach, my šťastlivci" (Duett Kunigunde a Candide)
- Auto Da Fe (Candide, Pangloss a sbor)
- Make Our Garden Grow / „Ať naše zahrádka vzkvétá" (Všichni)

Bernstein dokázal, že americká hudba defibitivně zdomácněla v reperoáru klasické hudby. Propojil symfonický orchestr s jazzovýn big bandem (Wonderful Town), s hudbou Brodwaye (West Side Story), s oratoriem (II. symfonie), operou anebo se všemi těmito hudebními prvky najednou (Candide).
Osazení žesťových nástrojů, typického pro Brodway, které je páteří jazzového orchestru nebo muzikálu, představuje u Candida pouze jeden z mnoha barevných odstínů. Žesťová sekce je omezena na malý počet nástrojů sestávající ze dvou rohů, dvou trubek, dvou pozounů a tuby.
Rytmická sekce, která je typická pro symfonický orchestr, je tradiční. Tympány zde dosahují zvláštního zabarvení používáním glissanda a přidává se k ní ještě jazzová baterie.
Smyčce mohou být v předehře velice virtuózní (jako u Rossiniho) nebo ve druhé meditaci Candida velice lyrické (vliv Mahlera), jsou použity pro podbarvení v první meditaci (po vzoru lidové irské písně) a nebo mohou být velice oslnivé v bitvě (po vzoru Prokofjeva), skřípavé v The Paris Waltz (jako u Offenbacha), ledové v Quiet (po vzoru Šostakoviče).
Sekce dřevěných nástrojů je nesmírně poetická při Candidových meditacích anebo má karikující nádech ve všech komediálních scénách.
Harfa doprovází melodie, které jsou inspirovány lidovými nápěvy, skví se jako odraz diamantu s příchodem do Eldoráda anebo se připojuje k mocným záchvatům smíchu v Autodafé.

## Inscenační historie

### 1956 originální Broadway produkce
Candide se poprvé hrála na Broadwayi jako muzikál 1. prosince 1956 v Divadle Martina Becka. Premiérovou inscenaci režíroval Tyrone Guthrie a dirigoval Samuel Krachmalnick. Scény a kostýmy byly navrženy Oliverem Smithem a Irene Sharaffovou. Choreografii vytvořila Anna Sokolow. Představili se Robert Rounseville jako Candide, Barbara Cook jako Cunegonde, Max Adrian jako Dr. Pangloss a Irra Petina jako stará dáma. Inscenace byla kasovní katastrofou. Hrála se jen dva měsíce a celkem bylo 73 představení. Libreto Hellmanové bylo kritizováno v noviách The New York Times jako příliš vážné: Když je Voltaire mírný a nevýrazný, Hellman je přímá a energická. Když on dělá blesky, rapírové údery, ona dává rány tělem. Kde on je ďábelský, ona je lidumilní... libreto... se zdá být příliš vážné na vášnivou a posměšnou lyriku partitury Leonarda Bernsteina, která, aniž by byla striktně z 18. století, si zachovává rozjásanost minulých stylů a forem i dobovou kvalitu.

### Ostatní produkce
Chelseaská verze – 105 minutová verze s vynecháním více než poloviny hudebních čísel byla hrána v roce 1973 v Chelsea Theatre Center Roberta Kalfina na Brooklynské akademii hudby, než se v roce 1974 přestěhovala do Divadla Broadway kde se hrála téměř dva roky, Skončila v roce 1976 po 740 reprizách.
Opera House Version. V reakci na žádosti operních společností o legitimnější verzi byla show rozšířena na základě Wheelerova textu. Dvouaktová „operní verze“ obsahuje většinu Bernsteinovy hudby, včetně některých písní, které nebyly určené pro původní produkci. Poprvé byla uvedena v New York City Opera v roce 1982 pod Princeovým vedením a měla 34 repriz. Tuto verzi uvedli operní společnosti po celém světě a zůstala základem repertoáru New York City Opera.
V roce 1985 New York City Opera tuto verzi Candide také nahrála. Nahrávka byla oceněna cenou Grammy za nejlepší operní nahrávku v roce 1987.
Její australská premiéra se uskutečnila v roce 1982 u divadelní společnosti Nimrod Theatre Company v uměleckém centru Sydney's Seymour Centre.
Skotská verze. V roce 1988 začal Bernstein pracovat po boku Johna Mauceriho, tehdejšího ředitele Skotské opery v Glasgow, na produkci verze, která měla vyjádřit jeho poslední přání ohledně Candide. Wheeler zemřel dříve, než by mohl znovu na textu pracovat, ale John Wellss se účastnil. Nová show byla poprvé hrána 17.5.1988 ve Scottish Opera s čestnou doložkou: Adapted for Scottish Opera by John Wells and John Maucer“.
Finální verze. Poté, co se Bernstein zúčastnil závěrečných zkoušek a vernisáže v Glasgow, rozhodl se, že nadešel čas, aby on sám Candida znovu přezkoumal. Tuto revidovanou a obnovenou verzi pak Bernstein koncertně uvedl 12. a 13. prosince 1989 v londýnském Barbican Center s London Symphony Orchestra and Chorus.

### Evropské premiéry
První londýnská inscenace debutovala v divadle Saville Theatre na Shaftesbury Avenue 30. dubna 1959 V této inscenaci byl použit text Lillian Hellmanové s úpravami, za asistence Michaela Stewarta.
První představení Candide v němčině se konalo v dubnu 1963 ve velkém vysílacím sále rozhlasu ve Vídni, v rozhlasovém zpracování a režii Marcela Prawy s orchestrem a sborem Radia Vídeň a hudební režii Samuela Krachmalnick.
První německy psaná inscenace podle původního nastudování muzikálové verze s německými texty Marcela Prawyho se uskutečnilo 5. srpna 1976 ve Stadthalle ve Vídni.
Premiéra v Česku se konala 16. května 1980,- Mahenovo divadlo Brno. Dále Státní opera Praha - 2006 a Divadlo Josefa Kajetána Tyla Plzeň - 2023.
Německá premiéra se konala 27. března 1982 v divadle Theater in der Kelter divadla Heilbronn.
Španělská premiéra se uskutečnila v Katalánsku 11. dubna 1996, v divadle Teatre Romea, (Barcelona).
V roce 2005 měla Candide premiéru v Polsku ve Velkém divadle v Lodži (dirigent Tadeusz Kozłowski, režie Tomasz Konina).
V roce 2006, na počest 50. výročí vzniku Candide, připravilo pařížské Théâtre du Châtelet novou inscenaci pod vedením Roberta Carsena.

## Zajímavosti
Stará dáma ve svém životním příběhu uvádí jako své rodiště Rovno Gubernya, což je nyní Rivne, ukrajinské město, odkud Bernsteinovi rodiče emigrovali do Ameriky.